# Vokalensemble Cantico
Das Vokalensemble Cantico geht zurück auf einen von der Leiterin Edeltraud Appl im April 1988 gegründeten Kinderchor. Als im November 1993 Männerstimmen hinzustießen, gab man sich den Namen Cantico. Der Chor hat seinen Sitz in Tegernheim und pflegt ein Repertoire von Werken der Alten Musik bis zu modernen klassischen Kompositionen, aber auch Neue Geistliche Lieder und Gospels. Ein Schwerpunkt ist die geistliche A-cappella-Literatur der Renaissance und der Romantik. Alle Mitglieder des Chores haben eine gute musikalische Ausbildung, so waren alle Männerstimmen des Vokalensembles Mitglieder der Regensburger Domspatzen.

## Besetzung
Die Besetzung besteht zurzeit (Juli 2012) aus 7 Sopranen, 7 Alten, 3 Tenören und 4 Bässen.

## Konzerttätigkeit
Cantico tritt regelmäßig im gesamten süddeutschen Raum auf, vor allem in Advents-, Passions- und Marienkonzerten. Das Ensemble gab mehrere Konzerte im Rahmen der Reihen Musik im Pfaffenwinkel und Musik zwischen Inn und Salzach. Bei großen Orchesterkonzerten, wie etwa zum Ende des Mozartjahres im Januar 2007 in der Stiftskirche zur Alten Kapelle in Regensburg sowie beim Händel-Festkonzert in Regensburg 2009 und 2010 in der berühmten Wieskirche, arbeitet man regelmäßig mit namhaften Orchestern und Instrumentalgruppen zusammen. Reisen führten den Chor nach Pisa und Florenz (1997), Rom (mit Auftritten im Petersdom und im Pantheon, 1998, 2001 und 2012), Wien (mit einem Auftritt in der Wiener Hofburg, 2002), nach Salzburg (mit Auftritt im Salzburger Dom, 2004), Venedig (mit Auftritt im Markusdom, 2006) und Castel Gandolfo, wo man vor Papst Benedikt XVI. auftrat (2012). Seit 2007 gestaltet das Vokalensemble alljährlich am 4. Adventsonntag ein Weihnachtskonzert in der ehemaligen Kloster- und heutigen Krankenhauskirche St. Vitus Karthaus-Prüll in Regensburg.

## Fernseh-Auftritte
Überregionale Bekanntheit erwarb sich das Vokalensemble Cantico durch zwei Fernsehauftritte. So beteiligte sich der Chor bei den Fernsehaufnahmen des Saarländischen Rundfunks für die ARD-Sendung „Kein schöner Land“ über Regensburg und die Oberpfalz mit dem Liedstück „Ein schöner Tag zu Ende geht“ von Karl Norbert Schmid. Die Aufnahmen hierzu wurden im Jahr 2000 im Oberpfälzer Freilandmuseum Neusath-Perschen gemacht. Zu einem zweiten Fernsehauftritt kam Cantico am 5. Dezember 2004. Bei der BR-Sendung „Unter unserem Himmel. Adventsingen auf dem Samerberg“ beteiligte sich das Vokalensemble mit vier Liedern.

## CD-Produktion
Im Sommer 2003 legte Cantico die CD „Ohne Anfang, ohne Ende“ vor, auf der 26 geistliche Werke aus dem Kirchenjahr zu hören sind.

## Soziales Engagement
In Benefiz-Konzerten konnte der Chor mehrere Tausend Euro für verschiedene soziale Einrichtungen und Stiftungen, für die Kinderkrebshilfe, Misereor, Erdbeben- und Überschwemmungsopfer und andere „ersingen“.